# Касть (река, впадает в Костромское водохранилище)
Касть — река в европейской части России, протекает по территории Даниловского района Ярославской области. Исток находится в болоте в 2 км к югу от села Торопово. Впадает с северо-запада в Бухаловский полой Костромского залива Горьковского водохранилища. Длина — 79 км, площадь водосборного бассейна — 420 км².

## География и гидрология
Ширина реки в верхнем течении — до 3 м, в среднем до 12 м, в районе устья она расширяется до 45 м. Река течёт преимущественно на юго-восток по территории, покрытой смешанными мелколиственными лесами, а также среди открытых и местами заболоченных участков суши. Характер питания смешанный, с преобладанием снегового.
В речную систему Касти входят 53 реки и ручья, общая длина которых составляет 262 км. К наиболее крупным относятся: левые притоки — Рубежка, Вандышка, Удисна (42 км от устья), Точенка; правые притоки — Чернава, Киченка.
Сельские населённые пункты около реки: Антонково, Прокунино, Соркино, Моруево, Подольново и Григорково, Мичкулово, Чистополье, Новенькое, Большое Старово, Юрьево, Веденское, Баскаково, Андроново, Малое Федорково, Рязаново, Бякишево, Михалево, Плетенево, Большое Романцево, Стройково, Беклюшки, Каликино, Козлово, Михальцево, Высоково, Исаево, Озерки, Севастьяново, Лупачево, Никитино, Стратилат, Задорино, Середа, Хохлово, Лытино, Слободищи, Баскаково, Вороново, Степаново, Рахманово, Чурьяково, Никольское, Тимоново, Шиловское, Фетинкино, Татарское, Борисцево, Бухалово, Мохоньково.
Между Григорково и Подольново пересекает федеральную автомагистраль М8 «Москва — Архангельск»; после Новенького — железную дорогу Ярославль — Данилов.
В низовьях реки расположен федеральный заказник «Ярославский».

## Этимология
Отсутствует единая версия происхождения гидронима.
По одной версии имеет финно-угорские корни от финского слова kaste — роса, крещение. По другой версии название реки происходит от устаревшего многозначного слова «касть» — пакость, мерзость, гадость, скверна, и так далее.

## Данные водного реестра
По данным государственного водного реестра России относится к Верхневолжскому бассейновому округу, водохозяйственный участок реки — Волга от Рыбинского гидроузла до города Кострома, без реки Кострома от истока до водомерного поста у деревни Исады, речной подбассейн реки — Волга ниже Рыбинского водохранилища до впадения Оки. Речной бассейн реки — (Верхняя) Волга до Куйбышевского водохранилища (без бассейна Оки).
Код объекта в государственном водном реестре — 08010300212110000011542.

## Галерея

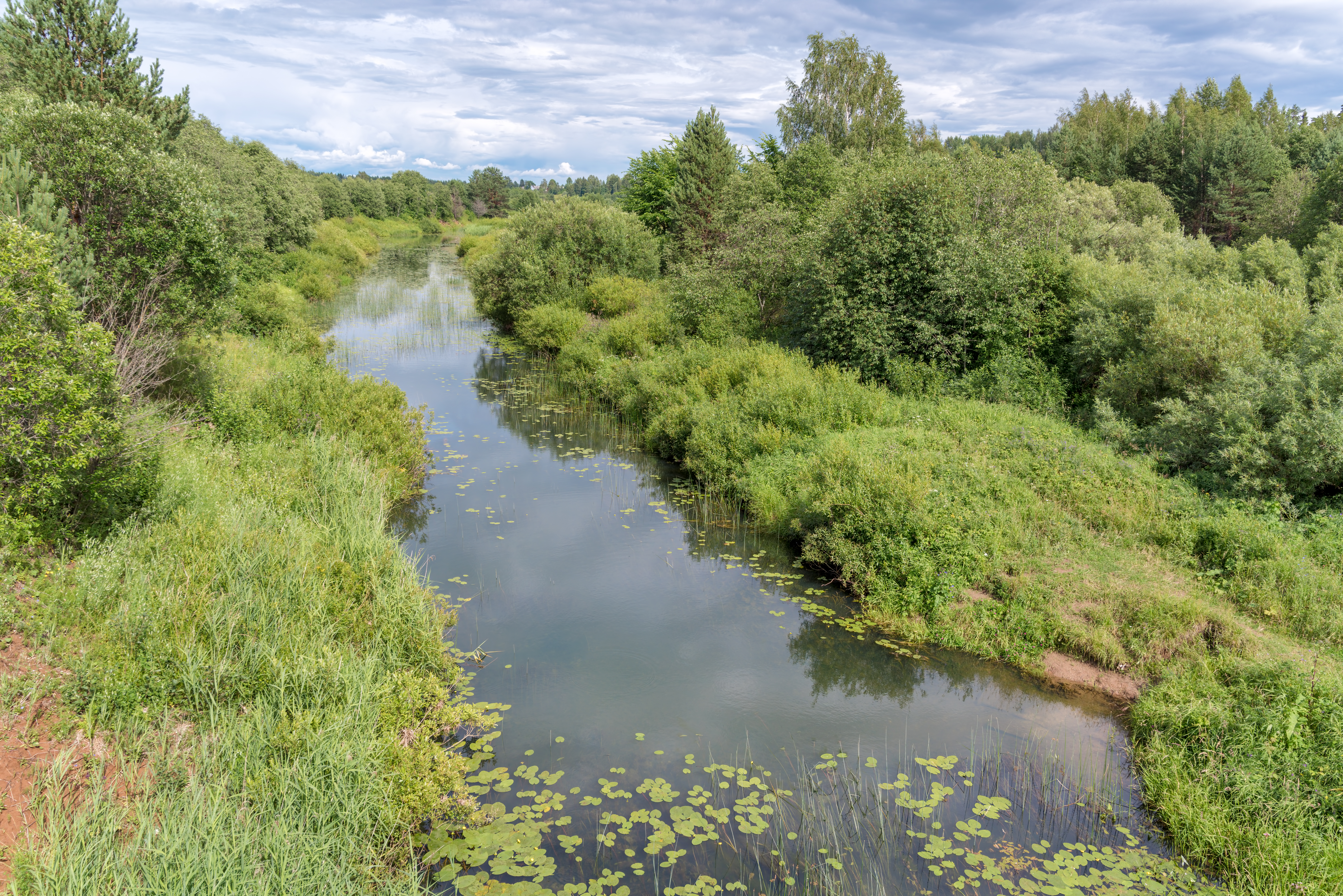
Касть близ села Середа. Лето.
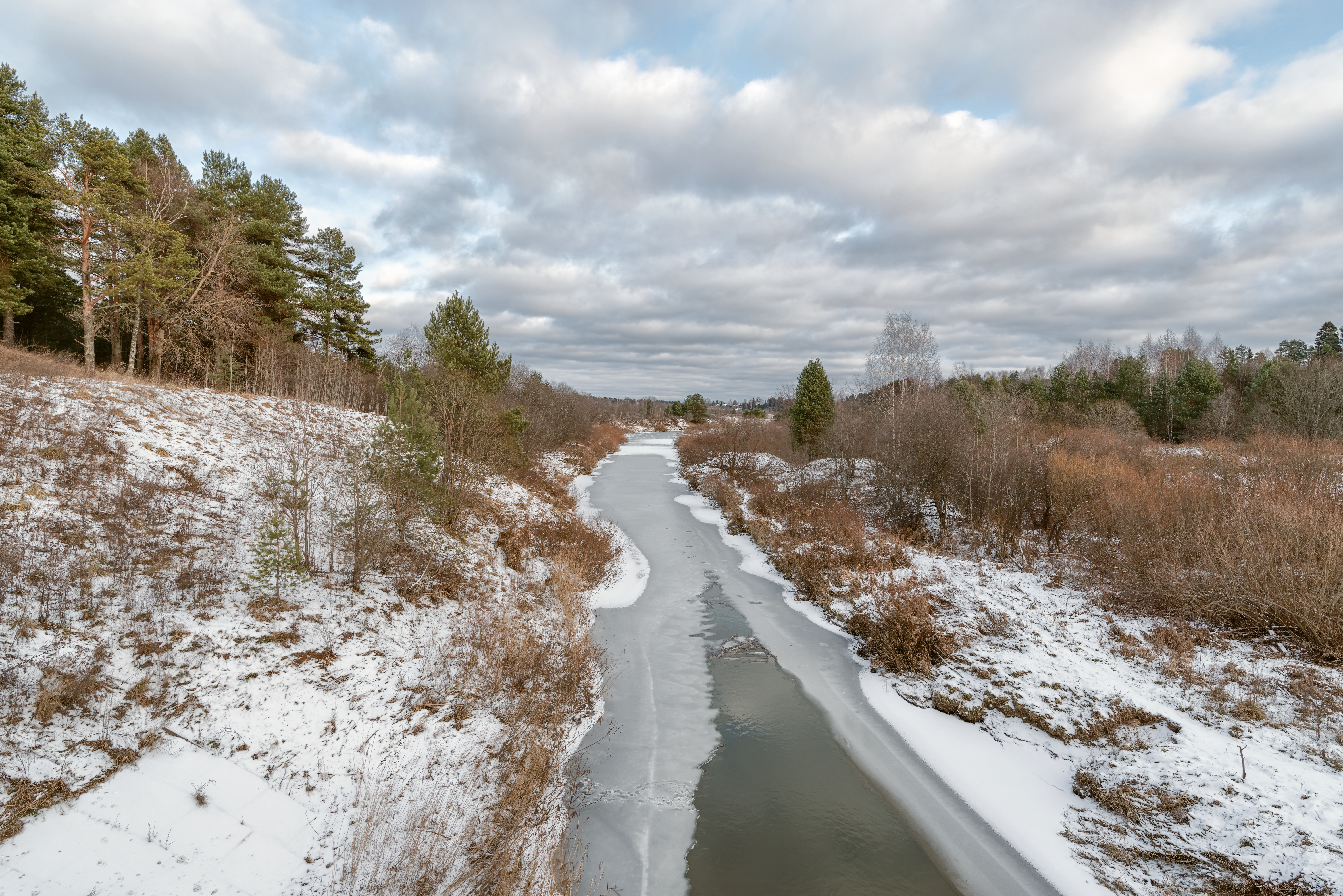
Касть близ села Середа. Зима.
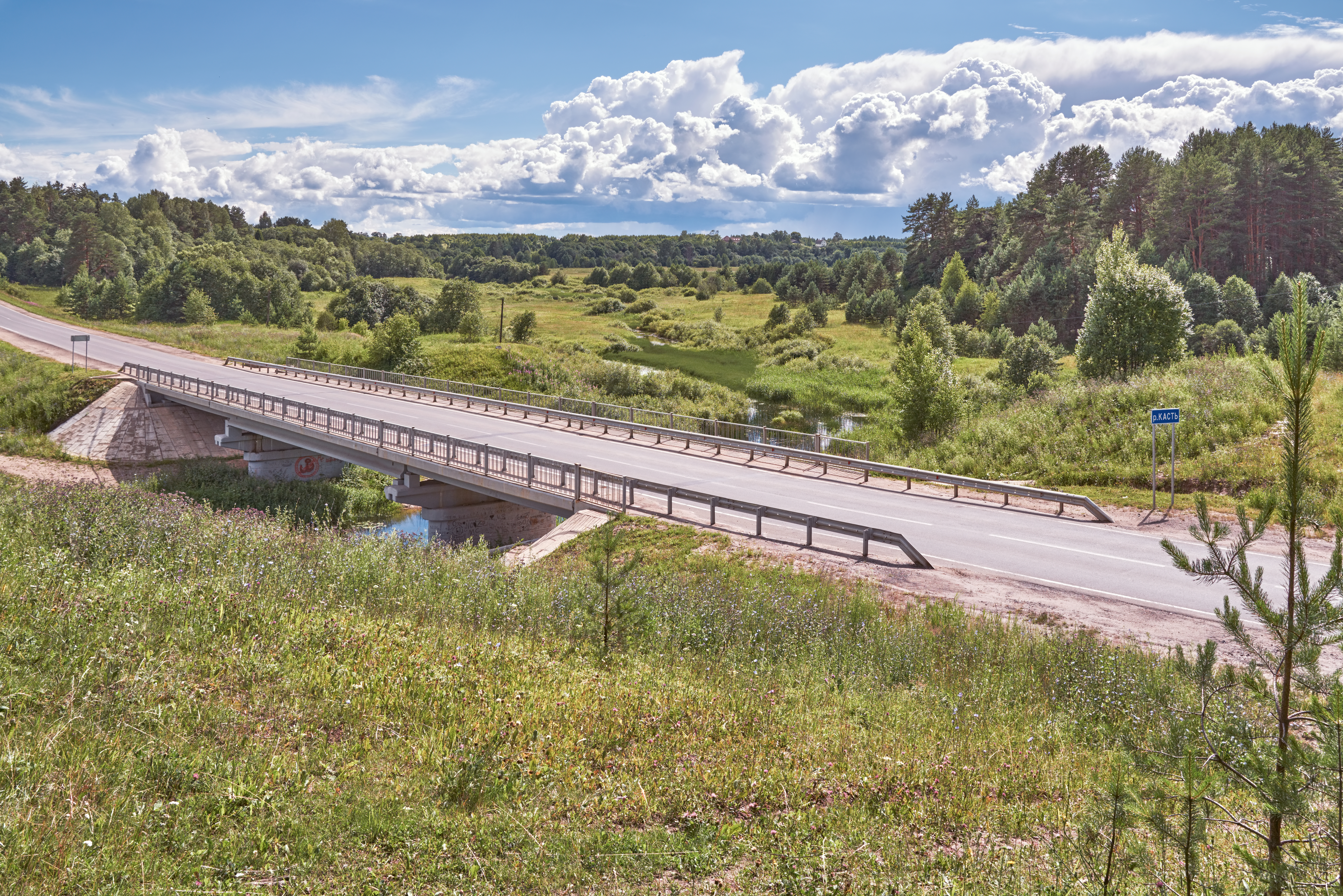
Мост через реку на дороге Середа-Данилов.
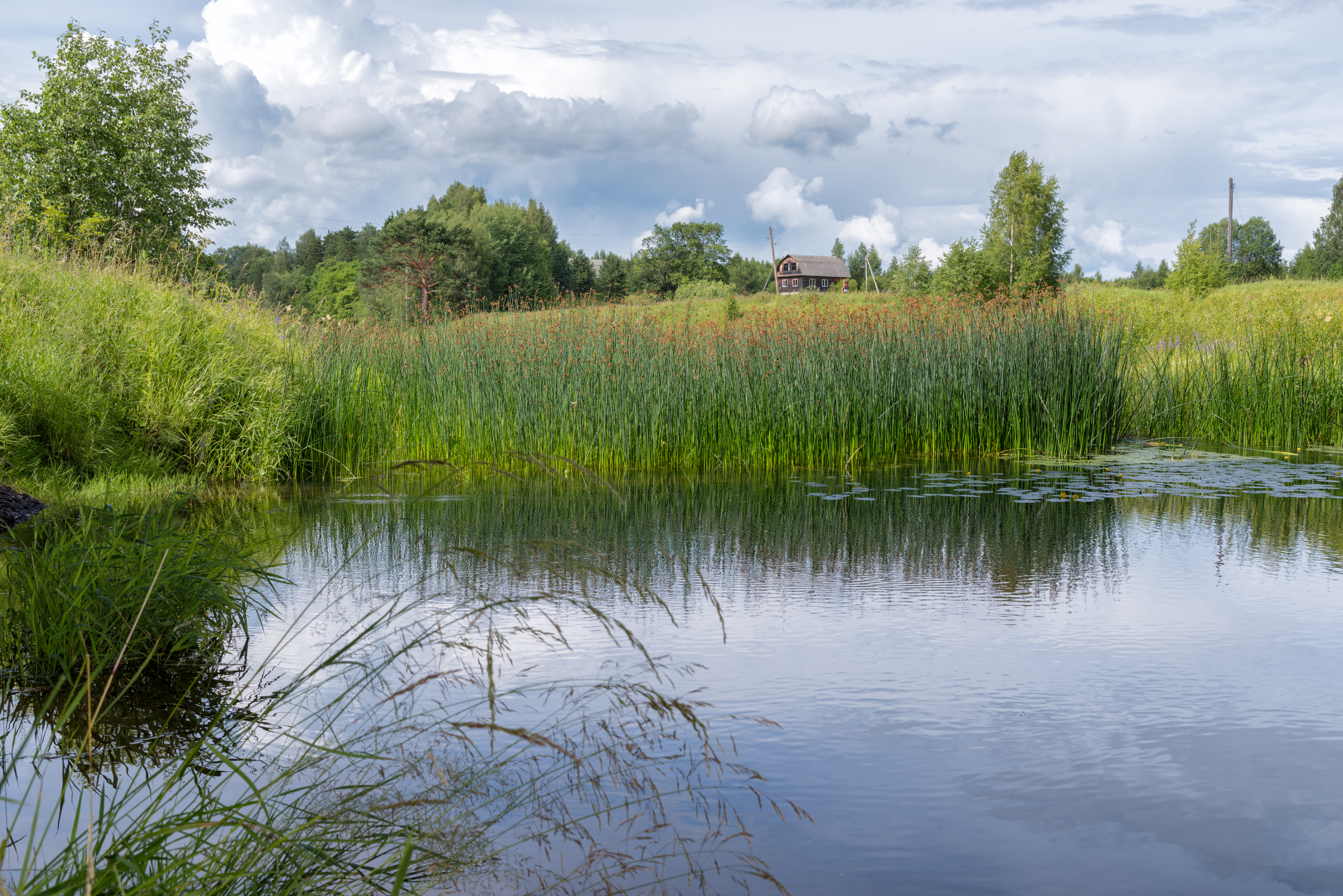
Нижнее течение в районе деревни Слободищи.
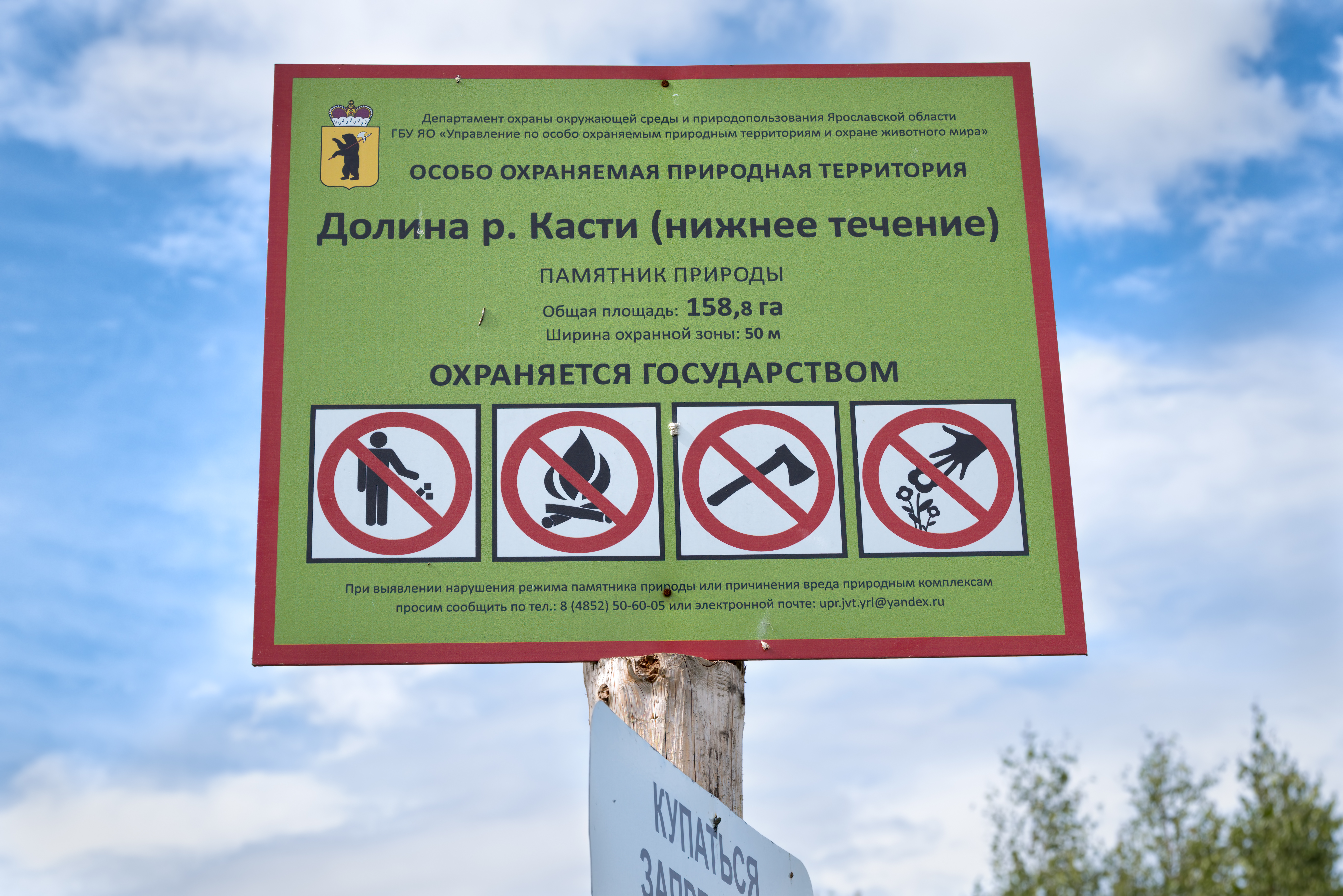
Знак особо охраняемой природной территории.